# Marcus Danielson
Marcus Danielson, né le 8 avril 1989 à Eskilstuna en Suède, est un footballeur international suédois qui joue au poste de défenseur central à Djurgårdens IF. 

## Biographie

### Débuts professionnels
Né à Eskilstuna en Suède, Marcus Danielson commence sa carrière dans l'un des clubs de sa ville natale, l'IFK Eskilstuna. Après un passage à l'Helsingborgs IF où il ne joue pas, il rejoint le Västerås SK.
Lors de la saison 2011, il inscrit huit buts en Superettan (deuxième division) avec cette équipe. Il est l'auteur d'un doublé le 9 octobre, lors de la réception de l'IK Brage, permettant à son équipe de l'emporter 2-1.

### GIF Sundsvall
Le 8 février 2012, est annoncé le transfert de Marcus Danielson au GIF Sundsvall. Il s'engage pour un contrat de quatre ans.
Il dispute son premier match en Allsvenskan le 31 mars 2012, lors de la réception du Kalmar FF (défaite 0-1). Il inscrit son premier but dans ce championnat le 29 juillet 2012, sur la pelouse de cette même équipe, permettant au GIF d'arracher le match nul (1-1).

### Djurgårdens IF
Le 12 février 2018, Marcus Danielson s'engage avec le Djurgårdens IF. Il joue son premier match pour cette équipe le 18 mars 2018, lors d'une rencontre de Svenska Cupen face à l'AIK Solna. Il est titularisé et son équipe s'impose par deux buts à zéro. 
Il se fait remarquer dès la première journée de la saison 2018 du championnat de Suède en marquant son premier but pour le club, face à Östersunds FK. Il donne la victoire à son équipe en étant l'unique buteur de la partie.
Avec cette équipe il remporte son premier trophée, la Svenska Cupen, en 2018 avec Djurgardens. Il est titulaire lors de la finale qui se déroule le 10 mai 2018 face au Malmö FF. Djurgardens s'impose finalement sur le score de trois buts à zéro.
Il devient Champion de Suède en 2019.

### Dalian Professional
Le 28 février 2020, Danielson rejoint le club chinois du Dalian Professional et devient par la même occasion le plus gros transfert du Djurgårdens IF.
Il fait ses débuts en Super League chinoise le 26 juillet 2020, lors de la réception du Shandong Taishan. Il se met en évidence en inscrivant un but, mais ne peut empêcher la défaite de son équipe (2-3).

### Retour au Djurgården IF
Le 18 juillet 2022, Danielson fait son retour au Djurgårdens IF. Il signe un contrat courant jusqu'en décembre 2025.
Danielson inscrit son premier but depuis son retour au Djurgårdens IF le 20 octobre 2022, lors d'une rencontre de championnat face au Malmö FF. Titulaire, il marque le but victorieux de son équipe dans le temps additionnel de la seconde période (2-3 score final).

### En sélection
Marcus Danielson honore sa première sélection avec l'équipe nationale de Suède le 12 octobre 2019, contre Malte, lors des éliminatoires de l'Euro 2020. Il est titulaire lors de ce match et marque également son premier but ce jour-là, en ouvrant le score sur un service de Pierre Bengtsson. Son équipe s'impose par quatre buts à zéro ce jour-là.
Le 9 janvier 2020, il officie pour la première fois comme capitaine de l'équipe, lors d'une rencontre amicale face à la Moldavie (victoire 1-0). Par la suite, le 14 novembre de la même année, il inscrit son second but, face à la Croatie. Ce match gagné 2-1 rentre dans le cadre de la Ligue des nations.
Le 12 mai 2022, Marcus Danielson annonce sa retraite internationale, le joueur ne se sentant plus prêt à défendre les couleurs de la sélection.

## Vie personnelle
Marcus Danielson est le cousin de David Fällman. Les deux joueurs ont eu l'occasion de s'affronter lors des matchs entre les deux clubs rivaux de Djurgårdens IF et Hammarby IF.

## Palmarès
Djurgårdens IF
- Championnat de Suède (1) :
  - Champion : 2019.

- Coupe de Suède (1) :
  - Vainqueur : 2017-18.